# Mistrzostwa Świata Wojskowych w Zapasach 2021
XXXV Mistrzostwa Świata Wojskowych w zapasach w 2021 rozgrywane były między 19 a 26 listopada w stolicy Iranu, Teheranie, na terenie Azadi Sport Complex w Azadi Indoor Stadium i Martyr Ebrahim Hadi Wrestling Hall.

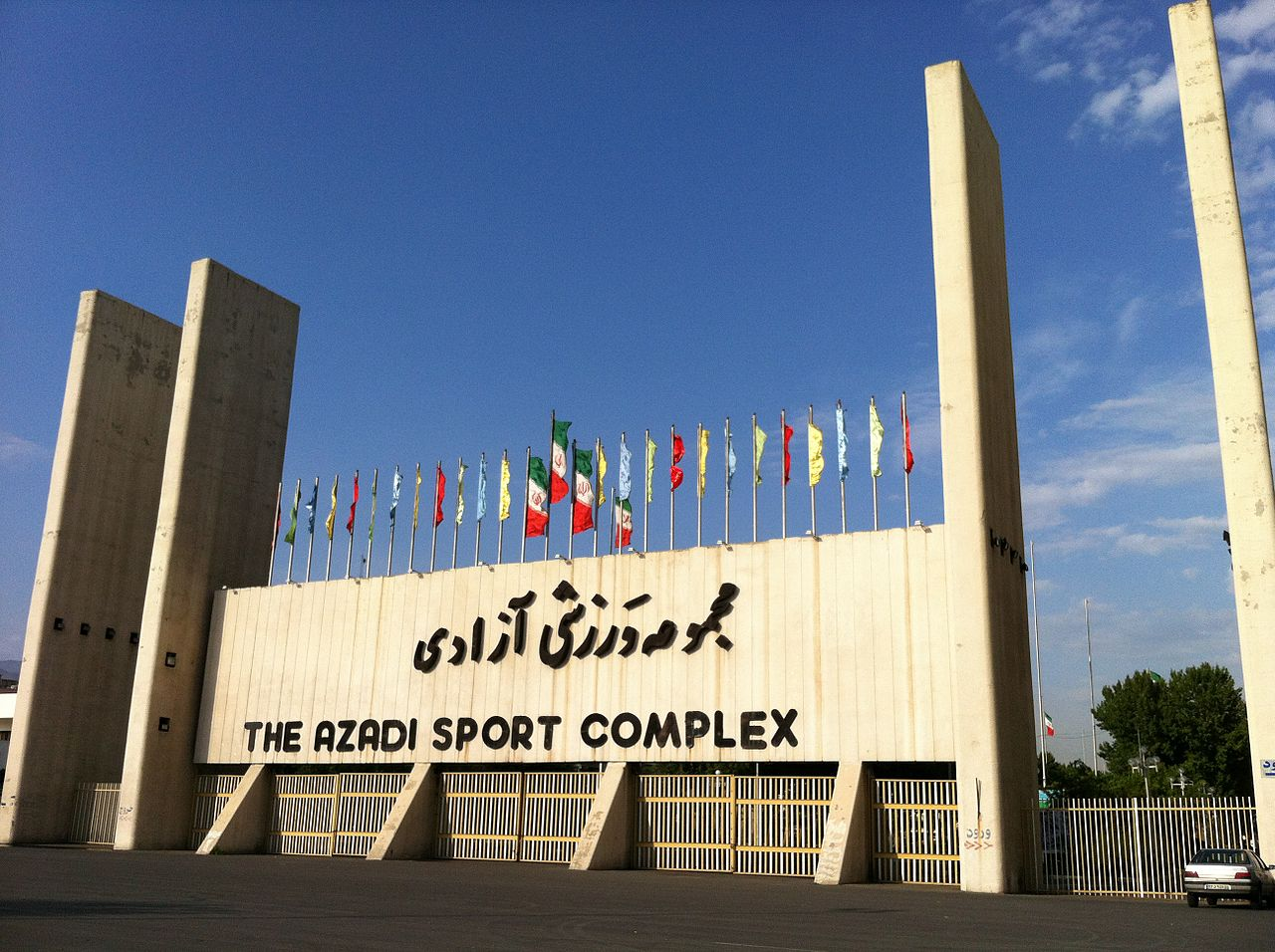
Azadi Complex

## Tabela medalowa

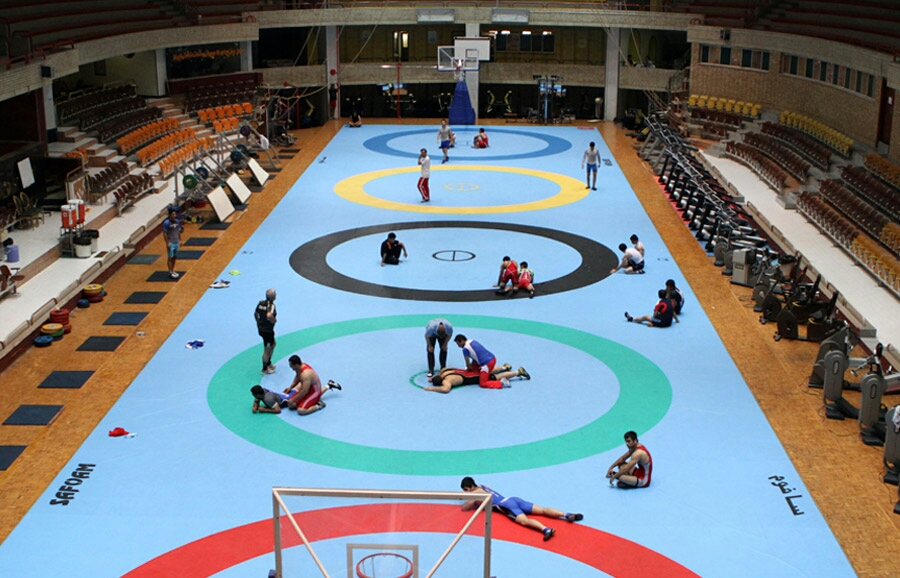
Wrestling Hall

Gospodarz zawodów został zaznaczony kolorem.
| Poz. | Państwo  |    |    |    | Łącznie |
| ---- | -------- | -- | -- | -- | ------- |
| 1    | Rosja    | 8  | 7  | 4  | 19      |
| 2    | Iran     | 8  | 6  | 6  | 20      |
| 3    | Armenia  | 3  | 4  | 6  | 13      |
| 4    | Polska   | 1  | 2  | 4  | 7       |
| 5    | Kolumbia | 0  | 1  | 0  | 1       |
| 6    | Syria    | 0  | 0  | 2  | 2       |
| .    | Litwa    | 0  | 0  | 2  | 2       |
| .    | Algieria | 0  | 0  | 2  | 2       |
| 9    | Grecja   | 0  | 0  | 1  | 1       |
| .    | Słowacja | 0  | 0  | 1  | 1       |
| .    | Tunezja  | 0  | 0  | 1  | 1       |
|      | Łącznie  | 20 | 20 | 29 | 69      |

## Rezultaty

### Mężczyźni

#### Styl klasyczny
| Konkurencja         | Złoto                 | Srebro             | Brąz                               |
| Kategoria do 55 kg  | Ali Nourbakhsh        | Rudik Mykyrtczian  | Wiktor Wiediernikow                |
| Kategoria do 60 kg  | Siergiej Jemielin     | Fredi Tigreros     | Abdelkarim Fergat Pouya Naserpour  |
| Kategoria do 63 kg  | Eiman Mohammadi       | Stiepan Marianian  | Justas Petravičius                 |
| Kategoria do 67 kg  | Hossein Assadi        | Aleksiej Kijankin  | Samuel Aghajanyan                  |
| Kategoria do 72 kg  | Karen Aslanian        | Stanislav Zaitsev  | Sleiva Kristupas Ashkan Saadatifar |
| Kategoria do 77 kg  | Mohammadreza Mochtari | Siergiej Stiepanow | Roman Pacurkowski Denis Horvath    |
| Kategoria do 82 kg  | Szamil Ożajew         | Jamale Esmaeili    | Jeorjos Prewolarakis               |
| Kategoria do 87 kg  | Gework Tadewosjan     | Szymon Szymonowicz | Dawit Czakwetadze Hosejn Nuri      |
| Kategoria do 97 kg  | Aleksandr Gołowin     | Mahdi Bali         | Tadeusz Michalik                   |
| Kategoria do 130 kg | Rafał Krajewski       | Dawit Owasapian    | Amir Ghasemi Mondżazi              |

#### Styl wolny
| Konkurencja         | Złoto                        | Srebro                      | Brąz                                          |
| Kategoria do 57 kg  | Azamat Tuskajew              | Ahmad Dżawan                | Manwel Chyndzyrcjan                           |
| Kategoria do 61 kg  | Naczyn Mongusz               | Mohammadbagher Jachkeszi    | Harutyun Manukyan Abdelhak Kherbache          |
| Kategoria do 65 kg  | Morteza Ghijasi              | Artur Batdiev               | Ahmad Darky                                   |
| Kategoria do 70 kg  | Arman Andreasjan             | Naczyn Kuułar               | Heithem Dakhlaoui Mohammadmahdi Jeganedżafari |
| Kategoria do 74 kg  | Magomied Kurbanalijew        | Fariborz Babaei             | Menua Yaribekyan Kamil Rybicki                |
| Kategoria do 79 kg  | Bahman Tejmuri               | Hrajr Alichanian            | Devid Betanov                                 |
| Kategoria do 86 kg  | Artur Najfonow               | Myher Markosjan             | Hadi Wafajipur Mohammad Feda Al-Asta          |
| Kategoria do 92 kg  | Władisław Walijew            | Mohammad Hossein Mirbaghban | Howhannes Mychitarian                         |
| Kategoria do 97 kg  | Mohammad Hosejn Mohammadijan | Erik Dzhioev                | Radosław Baran                                |
| Kategoria do 125 kg | Jadollah Mohebbi             | Robert Baran                | Liowa Geworkian Ałan Chugajew                 |